# Bốn không và một không có
Bốn không và một không có (giản thể: 四不一没有; phồn thể: 四不一沒有; bính âm: sì bù, yī méiyǒu; Bạch thoại tự: Sù Put It Bu̍t-iú) là lời cam kết của cựu Tổng thống Trung Hoa Dân Quốc Trần Thủy Biển trong bài phát biểu nhậm chức vào ngày 20 tháng 5 năm 2000, liên quan đến địa vị chính trị của Đài Loan. Đó là một phần quan trọng của quan hệ hai bờ eo biển.
Cam kết này là, với điều kiện Cộng hòa Nhân dân Trung Hoa không có ý định sử dụng vũ lực quân sự chống lại Đài Loan, chính quyền của Trần Thủy Biển sẽ không:
1. tuyên bố Đài Loan độc lập,
2. thay đổi quốc hiệu từ "Trung Hoa Dân Quốc" thành "Cộng hòa Đài Loan",
3. đưa học thuyết về mối quan hệ đặc biệt giữa các quốc gia vào Hiến pháp của Trung Hoa Dân Quốc, hoặc
4. thúc đẩy một cuộc trưng cầu dân ý về thống nhất hoặc độc lập.

Bốn cam kết trên được gọi là "Bốn không".
Ngoài ra, "Một điều không có" là chính quyền của Trần Thủy Biển sẽ không bãi bỏ Hội đồng Thống nhất Quốc gia (sau đó bị bãi bỏ vào năm 2006) hoặc Hướng dẫn Thống nhất Quốc gia mặc dù trong thời gian cầm quyền của ông, Hội đồng Thống nhất Quốc gia chỉ họp một lần. Vào ngày 27 tháng 2 năm 2006, Hội đồng ngừng hoạt động song song với việc loại bỏ ngân sách vốn đã ít ỏi của mình. Chen nói rằng quyết định của ông không làm thay đổi hiện trạng ở eo biển Đài Loan mà ngược lại, trả lại chủ quyền cho người dân Đài Loan.
Bốn không và một không có là một phần quan trọng của quan hệ Trung Hoa Dân Quốc - Hoa Kỳ. Nhiều lần, Trần Thủy Biển đã phải trấn an Hoa Kỳ rằng chính sách Bốn không và một không có đã bị bãi bỏ và rằng ông không cố gắng lách cam kết thông qua bất kỳ lỗ hổng nào. Cụm từ mà Hoa Kỳ sử dụng liên quan đến chính sách "Bốn không và một không có" là Hoa Kỳ "đánh giá cao cam kết của Trần Thủy Biển và xem xét nó rất nghiêm túc.